# Capnia iturupiensis
Capnia iturupiensis är en bäcksländeart som beskrevs av Zhiltzova 1980. Capnia iturupiensis ingår i släktet Capnia och familjen småbäcksländor. Inga underarter finns listade i Catalogue of Life.